# 罗恩·布恩
罗纳德·布鲁斯·布恩（英語：Ronald Bruce Boone，1946年9月6日—），美国NBA联盟前职业篮球运动员。他在1968年的NBA选秀中第11轮总第147顺位被菲尼克斯太阳选中。